# Туза
Туза (італ. Tusa, сиц. Tusa) — муніципалітет в Італії, у регіоні Сицилія,  метрополійне місто Мессіна.
Туза розташована на відстані близько 460 км на південь від Рима, 80 км на схід від Палермо, 120 км на захід від Мессіни.
Населення — 2980 осіб (2014).
Щорічний фестиваль відбувається 15 серпня. Покровитель — Maria SS. Assunta.

## Демографія
Населення за роками:

Станом на 1 січня 2023 року в муніципалітеті офіційно проживали 44 іноземці з 15 країн, серед них 8 громадян країн Євросоюзу.

## Сусідні муніципалітети
- Мотта-д'Аффермо
- Петтінео
- Сан-Мауро-Кастельверде